# William Robertson (storico)
William Robertson (Borthwick, 19 settembre 1721 – Edimburgo, 11 giugno 1793) è stato uno storico, storiografo e teologo scozzese.
Fu ministro nella Chiesa di Scozia, e rettore dell'Università di Edimburgo. "I trenta anni in cui ha presieduto l'Università rappresentano forse l'apice della sua storia." Ha dato un contributo significativo alla scrittura della storia scozzese e alla storia della Spagna e dell'America meridionale.
Era cappellano del Castello di Stirling e uno dei cappellani del re in Scozia.

## Biografia
Robertson nacque nella signoria di Borthwick, nella contea di Midlothian, figlio di Robertson, il ministro della chiesa locale.
Ha studiato alla Borthwick Parish School e alla Dalkeith Grammar School. Era figlio di William Robertson e sua moglie Eleanor Pitcairn. Sposò la cugina Mary Nesbit nel 1751. La famiglia si trasferì a Edimburgo quando suo padre fu nominato ministro della Od Greyfriars Kirk.
Studiò all'Università di Edimburgo fra il 1733 e il 1741, e fu autorizzato a predicare nel 1741.

### Carriera
Gli fu concesso un Dottorato in Divinità nel 1759. Divenne ministro a Gladsmuir (East Lothian) nel 1743 e nel 1759 a Lady Yester's Kirk e Greyfriars Kirk a Edimburgo. Fedele presbiteriano e un whig, si offrì volontario per difendere la città contro i giacobiti guidati dal principe Carlo Edoardo Stuart nel 1745.
Nel 1754 fu un membro originale della Select Society, indicata anche come la Edinburgh Select Society.
Robertson divenne cappellano reale di Giorgio III (1761), preside dell'Università di Edimburgo (1762), Moderatore dell'Assemblea Generale della Chiesa di Scozia nel 1763, e Storiografo Reale nel 1764, rivitalizzando un ruolo all'interno della famiglia reale in Scozia che era stato vacante dal 1709 fino al 1763. Era anche un membro del Poker Club.

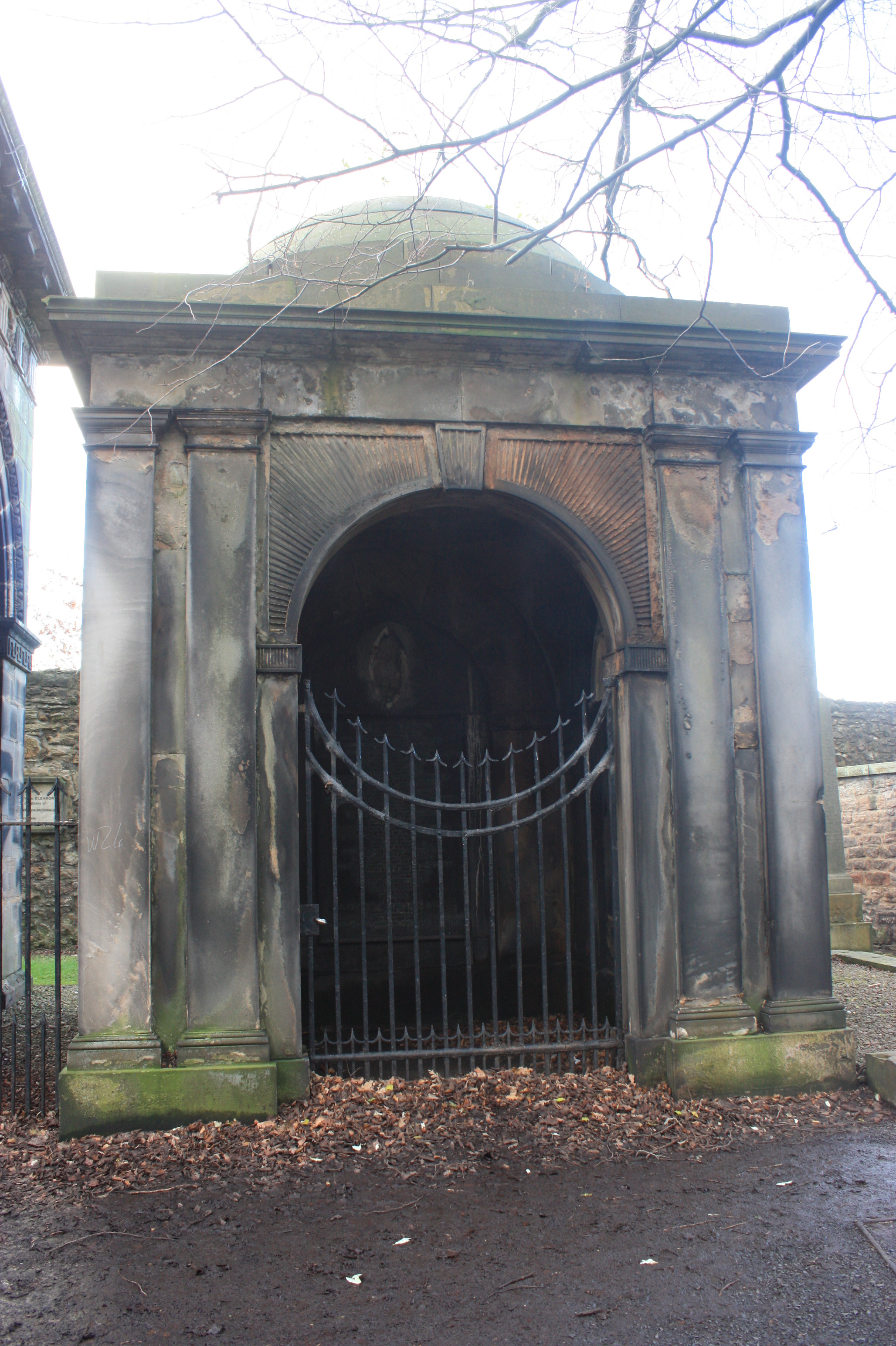
Mausoleo di William Robertson, Greyfriars Kirkyard

Una delle sue opere più notevoli è la sua Storia della "Scozia fra il 1542 e 1603", iniziata nel 1753 e pubblicata per la prima volta nel 1759. Robertson ha anche contribuito alla storia della Spagna e dell'America spagnola nella sua History of America (1777), "il primo tentativo prolungato di descrivere la scoperta, la conquista e la colonizzazione dell'America spagnola da Herrera's Décadas e la sua biografia di Carlo V". In quel lavoro aveva "fornito una supervisione magistrale del progresso della società europea, in cui ha tracciato l'erosione del" sistema feudale "provocato dall'ascesa di città libere, dalla rinascita dell'apprendimento e dalla legge romana, e dall'emergere di regalità autorità e l'equilibrio di potere tra gli stati. Era lo sviluppo del commercio, assistito dalla legge e dalla proprietà privata, che era ritenuto il principale responsabile dell'avanzamento della civiltà."
Fu una figura significativa dell'Illuminismo scozzese e anche fra i moderati nella Chiesa di Scozia.
Nel 1783 fu membro fondatore della Royal Society di Edimburgo.
Morì di ittero l'11 giugno 1793 a Grange House nel sud di Edimburgo (l'enorme villa ormai demolita che diede il nome al distretto di Grange). Robertson è sepolto a Greyfriars Kirkyard, a Edimburgo. un mausoleo di pietra molto grande, secondo solo al mausoleo di William Adam immediatamente a sud, entrambi situati a sud-ovest della chiesa, vicino all'ingresso della prigione dei Covenanters.

### Famiglia e vita privata
Robertson sposò Mary Nisbet nel 1751. Avevano tre figli:
- On. William Robertson, Lord Robertson, Senatore del Collegio di giustizia (1753-1835).
- Il generale James Robertson (morto nel 1845).
- il luogotenente col. David Robertson MacDonald di Kinlochmoidart (1761-1845), una figura importante nella storia di Ceylon.

Tutti e tre i figli sono sepolti a Greyfriars Kirkyard in singoli appezzamenti dietro il mausoleo del loro padre.
Una delle sue figlie, Mary, sposò l'autore Patrick Brydone e un'altra, Eleanor, sposò John Russell co-fondatore della Royal Society of Edinburgh.
Nel 1778 sua figlia, Eleanora Robertson, sposò John Russell (1753-1792), un direttore della Royal Bank of Scotland.
William era un prozio del dottore William Robertson (1818-1882).
Dà il suo nome al William Robertson Building degli edifici della Old Medical School presso l'Università di Edimburgo a Teviot Place, sede della Scuola di Storia, Classici e Archeologia.

## Pubblicazioni
- (EN) William Robertson, The Situation of the World at the Time of Christ's Appearance, 1755. URL consultato il 1º dicembre 2019.
- (EN) William Robertson, The History of Scotland 1542-1603, 1759. URL consultato il 1º dicembre 2019.
- (EN) William Robertson, History of the Reign of the Emperor Charles V, 1769. URL consultato il 1º dicembre 2019.
- (EN) William Robertson, The History of America, 1777, 1796. URL consultato il 1º dicembre 2019.
- (EN) William Robertson, An Historical Disquisition Concerning the Knowledge Which the Ancients Had of India, 1791. URL consultato il 1º dicembre 2019.